# Issoria lathonia
Issoria lathonia (Sofía) es un lepidóptero ropalócero de la familia Nymphalidae. Linnaeus, 1758.

## Distribución
Se distribuye por el norte de África (incluyendo Madeira e Islas Canarias), Europa, Turquía, Oriente Medio, oeste y centro de Asia hasta el norte del India y Mongolia. Se puede encontrar en toda la península ibérica.

## Hábitat
Diverso, casi cualquier lugar. La oruga se alimenta de numerosas especies del género Viola.

## Período de vuelo e hibernación
Tres generaciones al año entre marzo y octubre. Parece que puede hibernar como huevo, larva joven, pupa o adulto.

## Comportamiento
Mariposa con comportamiento migrador. Al atardecer los adultos reposan en caminos, paredes.